# کاناریس (فیلم)
کاناریس (انگلیسی: Canaris) که در آمریکا با نام تصمیم مرگبار به نمایش درآمد، یک فیلم درام آلمانی به کارگردانی آلفرد وایدنمن است که در سال ۱۹۵۴ منتشر شد. این فیلم دربارهٔ دستگیری و اعدام دریاسالار ویلهلم کاناریس پنجمین رئیس سازمان اطلاعات نظامی رایشسور و ورماخت پس از کودتای ۲۰ ژوئیه و در جریان جنگ جهانی دوم بود.

## بازیگران
- او. ئی. هاسه
- باربارا روتینگ
- آدریان هوون
- مارتین هلد
- ولفگانگ پرایس
- چارلز رینر
- ایلسه فورستنبرگ
- باربارا روتینگ